# Kościół poewangelicki w Michałkach
Kościół poewangelicki w Michałkach – dawny parafialny kościół ewangelicko-augsburski zlokalizowany we wsi Michałki (powiat brodnicki, województwo kujawsko-pomorskie). Od 1947 filia rzymskokatolickiej parafii św. Jana Chrzciciela w Sadłowie.

## Historia
W  1779 wybudowano we wsi ewangelicką szkołę kantoralną. Był to dom drewniany, kryty słomą. Pastor Wilhelm Dietrich Wollmer z Torunia poświęcił go jako kościół. 1 kwietnia 1784 założono tutaj parafię. Michał Podoski, kasztelan dobrzyński, właściciel Rusinowa, uposażył ją w półtorej włóki ziemi. W 1785 pierwsze probostwo objął ksiądz Adolf Bocianowski. W 1888 wybudowano neogotycki kościół ewangelicki w Rypinie, w związku z czym zmieniono siedzibę księdza. Odtąd parafia Michałki – Rypin przyjęła nową nazwę: parafia ewangelicko–augsburska Rypin – Michałki. Przeniesiono też z Michałków do Rypina siedzibę urzędu stanu cywilnego. W 1888 prawdopodobnie rozebrano drewniany kościół. 

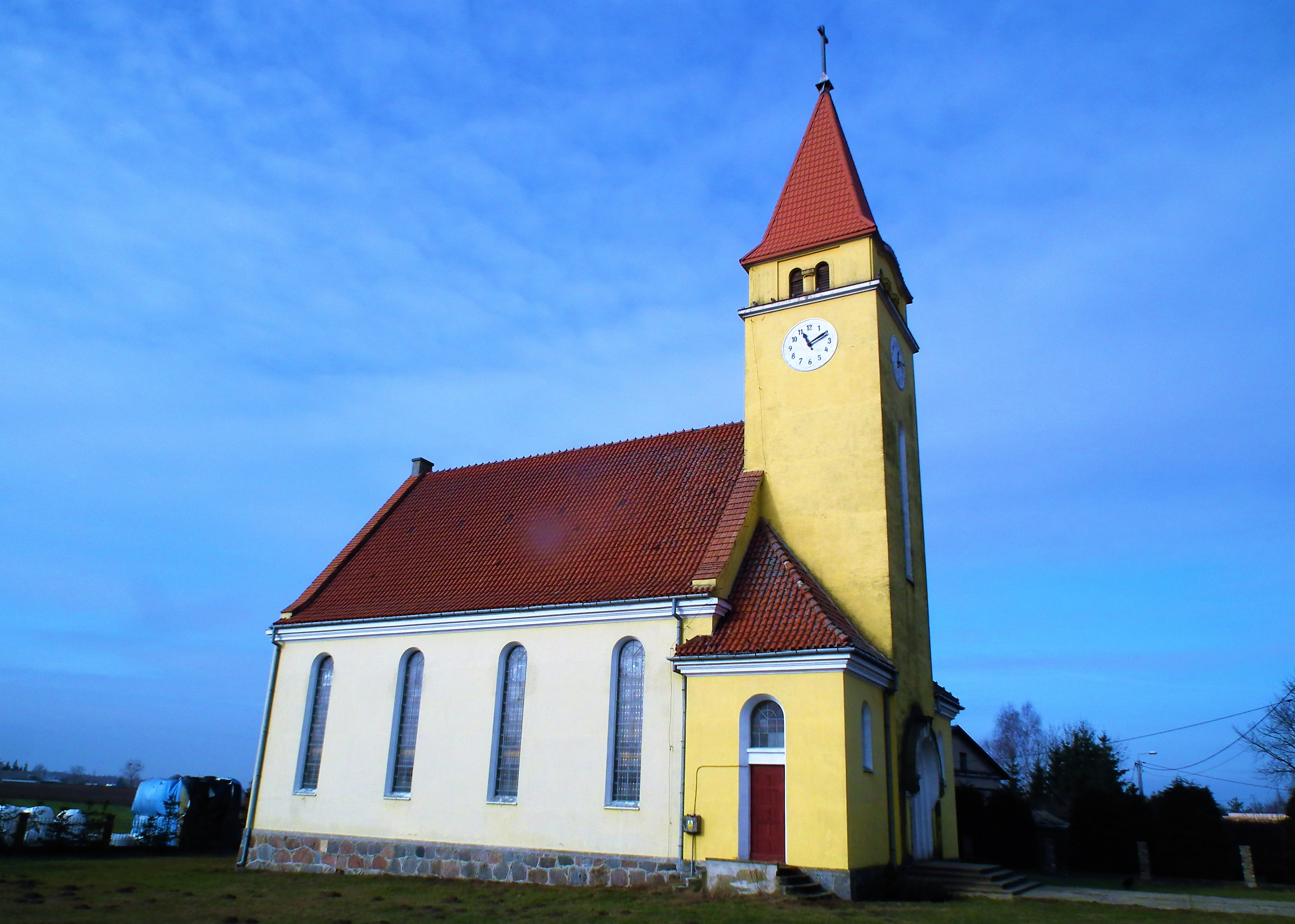
Widok od południa

W latach 1935–1937 z ofiar parafian z Michałków i Rypina wzniesiono nową świątynię i plebanię w Michałkach. Pracami kierował pastor Waldemar Krusche. Był on ostatnim pastorem parafii Michałki – Rypin i jednocześnie pierwszym pastorem samodzielnej parafii w Rypinie. Poświęcenie kościoła w Michałkach miało miejsce 18 października 1937. Przed wybuchem II wojny światowej do parafii w Rypinie należało niecałe 8500 osób, z czego 3500 zamieszkiwało w Michałkach. Po wojnie pozostało tylko około 350 parafian. Rypiński kościół przejęli katolicy. Na okres 1945–1949 parafia ewangelicka w Rypinie przestała istnieć. W końcu 1949 parafię reaktywował ksiądz Ryszard Trenkler z Torunia. Ze względu na małą liczbę wiernych i koszty utrzymania, parafia przyłączona została do ośrodka parafialnego Włocławek - Lipno. Siedzibą proboszcza został Włocławek.
Kościół ewangelicki w Michałkach został w 1947 przejęty przez parafię św. Jana Chrzciciela w Sadłowie i poświęcony 5 października tegoż roku. W 1983 kościół został oficjalnie odkupiony przez katolików, w 1999 zakupiono tabernakulum, a w latach 2001–2004 i 2007–2012 kościół wyremontowano.

## Elewacja i otoczenie
Na elewacji frontowej umieszczono tablicę upamiętniającą księdza Stanisława Przybyłowskiego z Sumina (1908-1939), prefekta Szkół Wyszkowskich, zamordowanego przez Niemców w Michałkach w listopadzie 1939.
We wsi znajduje się cmentarz ewangelicki ze znaczną liczbą krzyży celtyckich.

## Galeria

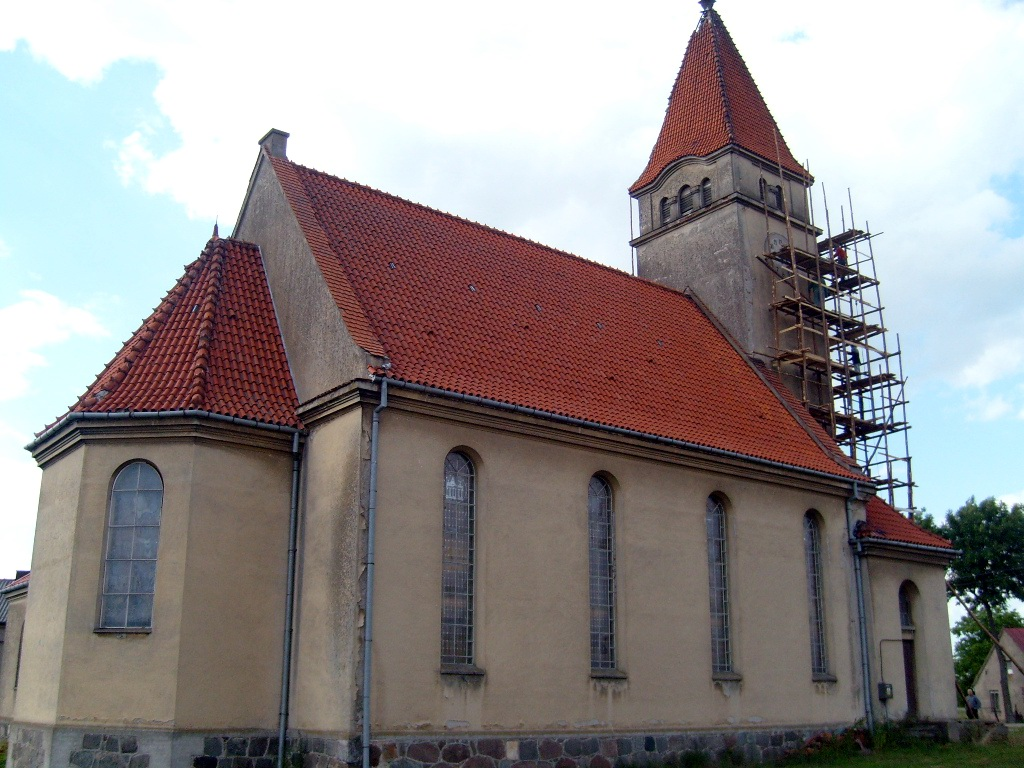
Widok od strony prezbiterium przed remontem (2008)
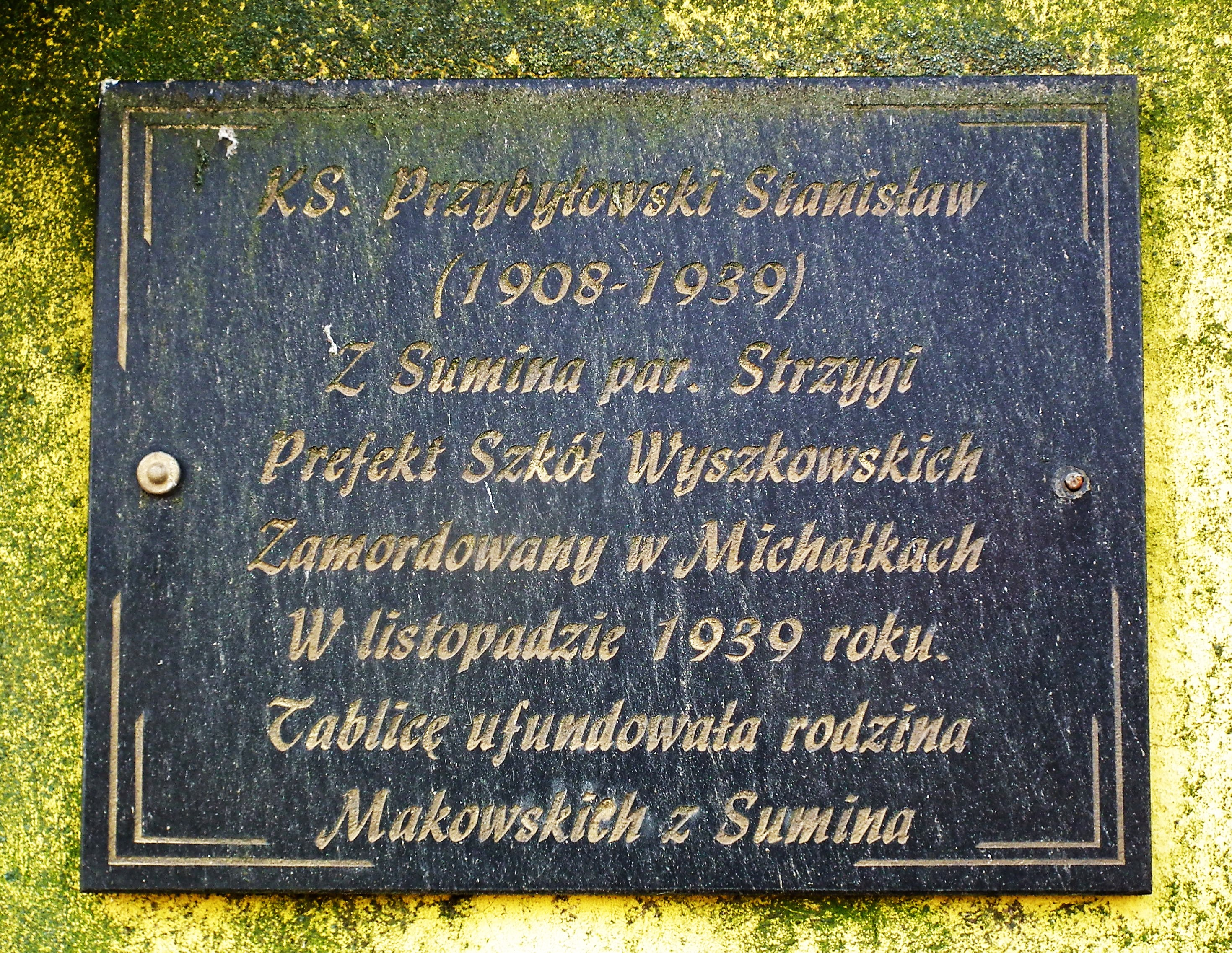
Tablica ks. Stanisława Przybyłowskiego